# Elizabeth Allen (skådespelare)
Elizabeth Allen, ursprungligen Elizabeth Ellen Gillease, född 25 januari 1929 i Jersey City, New Jersey, död 19 september 2006 i Fishkill, New York, var en amerikansk skådespelare inom teater, TV och film.

## Filmografi
- 1960 – Lycksökaren
- 1962 – Den hänsynslöse
- 1963 – Donovan's krog
- 1964 – Indianerna
- 1971 – Star Spangled Girl
- 1972 – Planerat mord